# Boeier

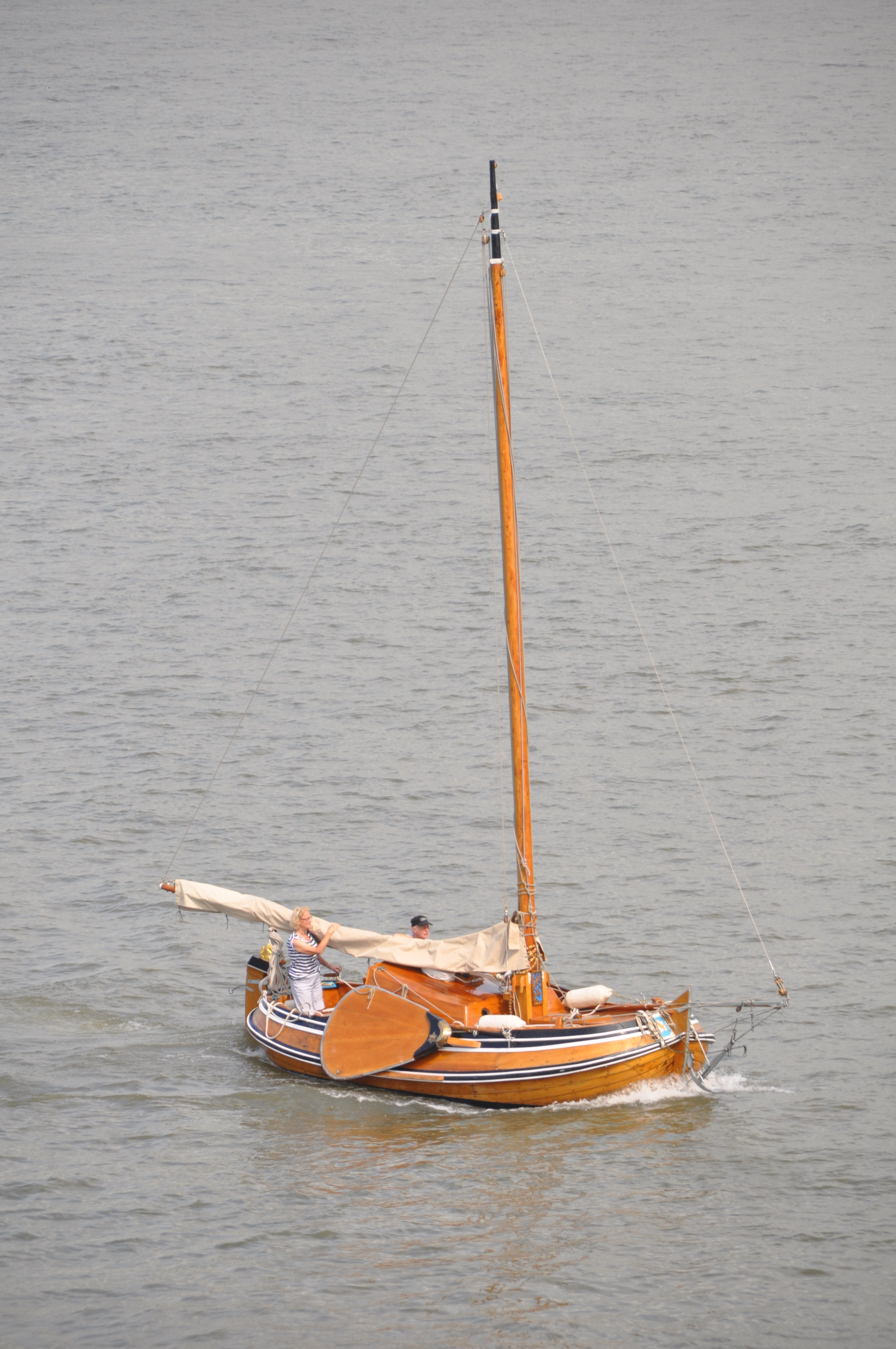
Boeier onder de Merwedebrug

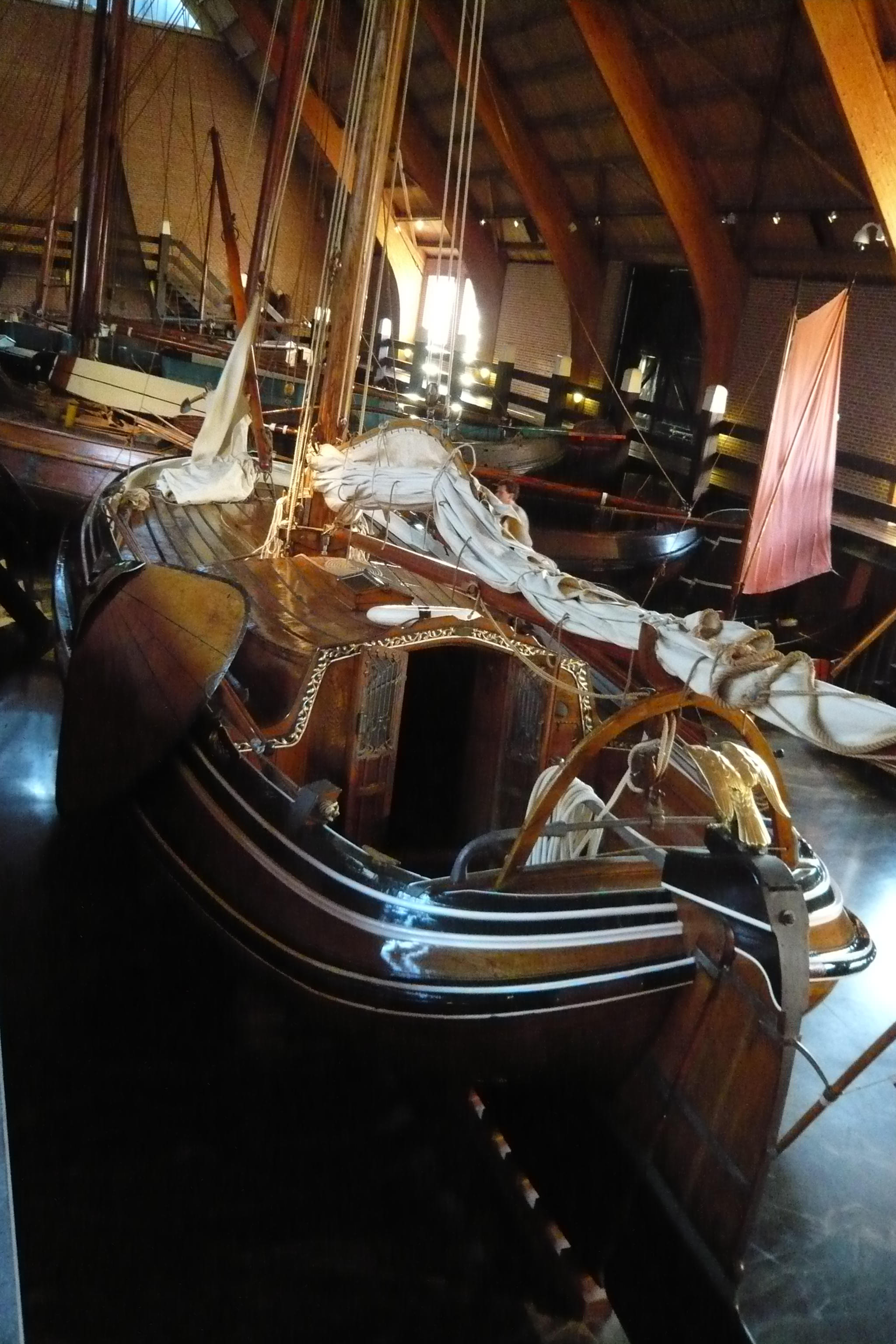
Boeier Sperwer in de Schepenhal van het Zuiderzeemuseum

Een boeier is een Fries of Hollands jacht van hout of staal, met een lengte tussen 5,5 m - 12 m, met de grondvorm van een Friese jacht maar met een voordek en kajuitopbouw achter de mast. Het was een kustvaarder of een binnenvaarder, en had een vierkant marszeil boven het sprietzeil.
Het is de naam voor een hele groep scheepstypes maar ook voor het type dat behoort tot de kromsteven. Een bekende boeierbouwer was Eeltsje Holtrop van der Zee die tussen 1860-1897 veel boeiers bouwde in Joure. Andere bekende werven zijn Lantinga en de gebroeders Smit uit Kinderdijk die ook stalen boeiers bouwde.

## Naamgeving
De naam zou te maken hebben met het aanbrengen, het buigen en vastzetten van hout, denk hierbij aan de boeisels van een schip. Het type wordt reeds genoemd in bronnen uit de eerste helft van de 15e eeuw. Scheepstypes die overeenkomsten vertoonden met de hedendaagse boeier waren de razeilboeier, smakzeilboeier, de Zeeuwse boeier en de overnaads gebouwde Dordtse boeier.

## Toepassing
De boeiers werden vooral gebruikt als vrachtschip voor de binnenwateren. In Friesland zijn nog veel ondiepe wateren en er ontstonden dan ook meer scheepstypes met zwaarden in plaats van scheepskielen. De boeiers van na 1900 werden bijna allemaal gebouwd voor pleziervaart.

## Bekende boeiers
Een bekende boeier is het Statenjacht "Friso" van de provincie Friesland.
In de collectie van het Zuiderzeemuseum bevinden zich twee boeiers, de Tjet Rixt en de Sperwer. De Tjet Rixt is gebouwd in 1843 door de scheepsbouwer Eeltje Teadzes Holtrop, de grootvader van de bekende boeierbouwer, en is vermoedelijk het oudste in Nederland bestaande schip van dit type. De eerste eigenaar van de boeier, een apotheker uit Sneek, heeft al in 1864 deelgenomen aan het admiraalzeilen te Sneek. Het bleek echter geen snelle zeiler te zijn door de enigszins ouderwetse vorm. De boeier is ruim tien meter lang en bevat veel snijwerk. Opvallend is de fraai gesneden roerleeuw.
De boeier Sperwer is gebouwd door Eeltje Holtrop van der Zee. Het was een snel schip, dat veel zeil kon voeren (ca. 100 m²). In 1892 won de Sperwer in Sneek de zilveren ‘New York Society Cup’. De naam van het schip wordt verbeeld in de vergulde sperwer op het roer en is in de mastplank aangebracht. 
In 1815 liet koning Willem I een boeier bouwen als geschenk voor de bezoekende tsaar Alexander I van Rusland, een van de bevrijders van Nederland. Toen het schip voorjaar 1816 klaar was, werd het over zee naar Rusland gevaren door studenten van de Kweekschool voor de Zeevaart, die nog enige tijd in Petersburg verbleven en vaartochtjes maakten met de tsaar en tsarina.